# Slagslunde Sogn
Slagslunde Sogn er et sogn i Frederikssund Provsti (Helsingør Stift).
I 1800-tallet var Ganløse Sogn anneks til Slagslunde Sogn. Begge sogne hørte til Ølstykke Herred i Frederiksborg Amt. Slagslunde-Ganløse sognekommune blev ved kommunalreformen i 1970 indlemmet i Stenløse Kommune, der ved strukturreformen i 2007 indgik i Egedal Kommune. 
I Slagslunde Sogn ligger Slagslunde Kirke.
I sognet findes følgende autoriserede stednavne:
- Buresø (by) (bebyggelse)
- Ellekær (bebyggelse)
- Kollensø (areal)
- Præsteskov (bebyggelse)
- Slagslunde (bebyggelse, ejerlav)
- Slagslunde Overdrev (bebyggelse)
- Slagslundes fort (Her bliver Slagslunde musikfestival afholdt hvert år)